# Domenico Baffigo
Domenico Baffigo (Cornigliano, 12 agosto 1912 – Napoli, 11 settembre 1943) è stato un militare e marinaio italiano, che come capitano di corvetta della Regia Marina durante la seconda guerra mondiale venne fucilato dai tedeschi a Napoli dopo l'armistizio dell'8 settembre 1943 e gli fu conferita la medaglia d'oro al valor militare alla memoria. È decorato anche di tre medaglie d'argento e una di bronzo al valor militare, e della croce di guerra al valor militare.

## Biografia

L'incrociatore Giulio Germanico in allestimento

Nacque a Cornigliano, all'epoca in provincia di Genova, oggi quartiere di Genova, il 12 agosto 1912, figlio di Battista e Maria Carroggio. All'età di sedici anni entrò nella Regia Accademia Navale di Livorno uscendone con il grado di guardiamarina nel 1931 e venendo promosso l'anno successivo sottotenente di vascello. Dopo aver partecipato alla guerra d'Etiopia, nel luglio 1936 venne promosso tenente di vascello prendendo parte alla guerra civile spagnola.
Trasferito alla Scuola Osservatori della Regia Aeronautica, dopo aver frequentato il corso di osservazione aerea a Taranto partecipò alla seconda guerra mondiale a bordo di idrovolanti prendendo parte a numerose missioni di ricognizione nelle acque del Canale di Sicilia e della Libia in forza alla 186ª Squadriglia Ricognizione Marittima e poi alla 279ª Squadriglia Aerosiluranti. Nell'ottobre 1941 venne destinato all'Ufficio aviazione di La Spezia e fu promosso capitano di corvetta nel marzo 1942, decorato con tre medaglie d'argento e una di bronzo al valor militare e con una citazione nel bollettino di guerra. Nell'aprile dello stesso anno assunse il comando dell'incrociatore leggero Giulio Germanico a Castellammare di Stabia, assistendo al varo dell'unità avvenuto il 26 luglio dello stesso anno e curandone tutte le fasi dell'allestimento.
La nave, all'armistizio dell'8 settembre 1943 era praticamente pronta a salpare a Castellammare di Stabia, con l'equipaggio costituito da 418 marinai già a bordo, quando all'arrivo delle forze tedesche che tentavano di occupare il porto ed il cantiere egli assunse la difesa del cantiere ed i marinai e i carabinieri accorsi in difesa delle strutture portuali respinsero tutti gli attacchi. Sugli scali c'erano infatti diverse unità militari in costruzione, che costituivano un prezioso bottino per i tedeschi, tra cui nove corvette della classe Gabbiano, di cui due sugli scali e sette già in avanzato stato di allestimento, ed altre unità minori.
Dopo tre giorni di furiosi combattimenti, il comandante del Giulio Germanico fu invitato dai tedeschi ad una trattativa. Nel corso dei combattimenti egli cercò inutilmente di mettersi in contatto con i suoi superiori per ottenere ordini più precisi, visto che era riuscito a fronteggiare i tedeschi e poteva, se adeguatamente supportato da altri militari, salvare il cantiere e le navi, fino all’arrivo degli americani che, nel frattempo, erano sbarcati a Salerno, a 30 chilometri da Castellammare di Stabia senza ricevere alcune risposta e prive di notizie e rinforzi, i pochi marinai continuarono a combattere, arginando i tedeschi, che, vista l’impossibilità di riuscire nel loro disegno, alzando bandiera bianca, chiesero di poter parlamentare con il comandante della difesa per eventualmente raggiungere un accordo: avrebbero lasciato intatto il cantiere se fossero cessate le ostilità dei marinai, temendo forse che un combattimento ad oltranza avrebbe potuto innescare una rivolta popolare, così come sarebbe avvenuto a Napoli qualche giorno dopo.

Scoprimento della lapide in onore di Domenico Baffico a Castellammare.

Recatosi all'appuntamento fuori dalle mura del cantiere per la trattativa, venne invece catturato e fucilato dai tedeschi insieme ai tenenti Francesco Bottino ed Ugo Molino, decorati di medaglia d'argento al valor militare, e al marinaio stabiese Vincenzo De Simone. Dove sia avvenuta la strage nessuno lo sa; qualcuno afferma che furono portati a Napoli l'11 settembre. Alcuni marinai furono fucilati sul posto e purtroppo non se ne conoscono i nomi, gli altri ufficiali furono portati altrove. Paola Baffigo, figlia di Domenico, sostiene che forse suo padre fu portato a Scafati e lì ucciso, ma il suo corpo non venne consegnato e non la salma non è mai stata ritrovata. Le navi, compreso il Giulio Germanico, caddero in mano ai tedeschi che, quando furono costretti ad abbandonare la città, le autoaffondarono all'interno del porto di Castellammare di Stabia, mentre il comandante Domenico Baffigo sarebbe stato successivamente decorato di Medaglia d'oro al valor militare alla memoria.
In città scoppiarono numerosi focolari di resistenza e in quei giorni i tedeschi trucidarono 31 persone tra militari e civili tra cui il colonnello Olivieri, il capitano Ripamonti ed il carabiniere Alberto Di Maio e, successivamente, iniziarono a deportare verso il nord più di 5 000 giovani stabiesi.
L'incrociatore leggero Giulio Germanico, recuperato dopo la guerra, ricostruito come cacciatorpediniere e ribattezzato San Marco (D 563) prestò servizio nella Marina Militare dal 1956 al 1970. Delle unità Classe Gabbiano solo le corvette Crisalide e Farfalla vennero ultimate dopo la guerra e le due unità prestarono servizio nella Marina Militare Italiana fino al 1971.
Nel 1979 l’Associazione nazionale marinai d'Italia di Castellammare di Stabia, unitamente al Consiglio di fabbrica del cantiere, dopo aver rintracciato la figlia di Domenico Baffigo, signora Paola, hanno sistemato una lapide ricordo sul muro perimetrale della Caserma della Marina. Successivamente, sempre ad opera dell’allora presidente del Gruppo Vincenzo Della Monica, è stato eretto nei giardini pubblici, il monumento “Stabia al Marinaio” e intitolato, con una lapide, il prospiciente viale a Domenico Baffigo. Paola Baffigo aveva sei anni quando nel 1949 ricevette la medaglia d'oro al valore militare conferita "alla memoria" al padre, e aveva solo tre mesi quando il suo papà Domenico venne fucilato.
Il 25 aprile 2005 alla città di Castellammare di Stabia è stata conferita da parte del Presidente della Repubblica Carlo Azeglio Ciampi la Medaglia d'oro al merito civile, la cui motivazione è incisa su di una lapide posta davanti al cantiere navale.

### Annotazioni
1. ↑  In allestimento vi erano le corvette Calabrone, Cavalletta, Cicala, Coccinella, Grillo, Maggiolino, Libellula, e sugli scali vi erano Vespa e Lucciola. Inoltre un piroscafo, tre motozattere ed un sommergibile erano anch'essi in costruzione avanzata, e rappresentavano un notevole quantitativo di naviglio bellico.
2. ↑  Nato a Cosenza il 25 aprile 1916. La motivazione della medaglia d'argento al valor militare recita: Ufficiale imbarcato su incrociatore in allestimento presso cantiere navale attaccato da preponderanti forze tedesche, dirigeva efficacemente il fuoco delle mitragliere di bordo sugli attaccanti trascinando nell’azione i propri inferiori. Catturato dalle truppe tedesche preponderanti teneva fiero e dignitoso comportamento ed immolava eroicamente la sua giovane esistenza per tener fede al giuramento prestato. Esempio di elevato senso del dovere e sereno coraggio. Castellammare di Stabia, 11 settembre 1943.
3. ↑  Nato a Napoli il 26 giugno 1920. La motivazione della medaglia d'argento al valor militare recita: Ufficiale destinato all’allestimento di unità in cantiere navale attaccato da rilevanti forze tedesche, affiancava validamente il proprio comandante nell’attuazione della difesa del cantiere e delle unità ivi ormeggiate. Catturato dai tedeschi dopo strenua lotta, veniva barbaramente trucidato. Esempio di elevato senso del dovere e di elette virtù militari. Castellammare di Stabia, 11 settembre 1943.

### Fonti
1. 1 2 3 4  Alberini, Prosperini 2016, p. 38.
2. ↑  Gazzetta Ufficiale della Repubblica Italiana del 19 maggio 1953, pag.113.
3. 1 2 3  Combattenti Liberazione.
4. 1 2 3 4 5  Istituto Nastro Azzurro.
5. 1 2 3 4   La Resistenza nasce a Castellammare di Stabia ad opera dei marinai, su liberoricercatore.it. URL consultato il 20 settembre 2020.
6. ↑  Biografia e motivazione della Medaglia d'Oro al Valor Militare sul sito della Marina Militare Italiana
7. ↑  Paola, orfana a 3 mesi Papà ucciso dai nazisti
8. ↑   Domenico Baffigo, su Quirinale.it. URL consultato il 14 novembre 2018.
9. ↑  Registrato alla Corte dei conti addì 13 novembre 1948, registro n.20 Marina-Difesa, foglio n.219.